# Bandera de Provença
La bandera de Provença, és la bandera tradicional del Comtat de Provença. És una bandera amb el fons groc i quatre barres verticals, anomenades tècnicament «faixes», de color vermell. Per raó dels lligams que existien entre el Casal de Barcelona i el Comtat de Provença a l'edat mitjana, aquesta bandera té els mateixos colors i barres que la senyera reial, i per tant, les banderes d'Aragó, de Catalunya, del País Valencià i les Illes Balears.
La bandera provençal no és oficial però es pot trobar en la bandera oficial de la Regió administrativa de Provença – Alps – Costa Blava, junta amb les banderes tradicionals del Comtat de Niça i dels Alps. També, es pot veure en les façanes de molt edificis públics provençals (ajuntaments, administracions, associacions, ...).
La seva recuperació, com per a la Senyera catalana, prové de la respelido provençal del Felibritge que per les mateixes raons que la Renaixença catalana va recuperar els antics símbols de la Provença independent.